# 1889 în literatură
- 1888 în literatură — 1889 în literatură — 1890 în literatură

Anul 1889 în literatură a implicat o serie de evenimente și cărți noi semnificative.

## Cărți noi
- Gabriele D'Annunzio - Il piacere
- Wilkie Collins - Blind Love (neterminat)
  - The Legacy of Cain
- Elizabeth Burgoyne Corbett - New Amazonia
- Marie Corelli - Ardath
- Arthur Conan Doyle - Micah Clarke
  - The Mystery of Cloomber
- George Gissing - The Nether World
- H. Rider Haggard - Cleopatra
- Jerome K. Jerome - Three Men in a Boat
- George A. Moore - Mike Fletcher
- Molly Elliot Seawell - Hale-Weston
- Robert Louis Stevenson - Master of Ballantrae
- Robert Louis Stevenson și Lloyd Osbourne - The Wrong Box
- Leo Tolstoy - The Kreutzer Sonata
- Mark Twain - A Connecticut Yankee in King Arthur's Court
- Jules Verne - Întâmplări neobișnuite
- Julius Vogel - Anno Domini 2000 - A Woman's Destiny
- Edgar Wallace - The Dark Eyes Of London

## Nașteri
- 1 martie - Okamoto Kanoko, romancier japonez și poet (d. 1939)
- 7 aprilie - Gabriela Mistral, poetă din Chile, premiată cu Premiul Nobel pentru literatură în anul 1945 (d. 1957)
- 23 iunie - Anna Ahmatova, poetă rusă (d. 1966)
- 5 iulie - Jean Cocteau, scriitor (d. 1963)
- 15 iulie - Erle Stanley Gardner, autor (d. 1970)
- 5 august - Conrad Aiken, romancier și poet (d. 1973)
- 23 septembrie - Walter Lippmann, scriitor (d. 1974)
- 25 septembrie - C. K. Scott-Moncrieff, scriitor scoțian și traducător (d. 1930)
- 26 septembrie - Martin Heidegger, filosof german (d. 1976)
- 12 noiembrie - DeWitt Wallace, editor american de reviste (Reader's Digest) (d. 1981)

## Decese
- 17 ianuarie - Juan Montalvo, scriitor ecuadorian (născut 1832)
- 23 aprilie - Jules Amédée Barbey d'Aurevilly, romancier (n. 1808)
- 8 iunie - Gerard Manley Hopkins, poet englez (n. 1844)
- 15 iunie: Mihai Eminescu, poet, prozator și jurnalist român (n. 1850)
- 5 august - Fanny Lewald, romancier (n. 1811)
- 19 august - Auguste Villiers de l'Isle-Adam, scriitor simbolist (n. 1838)
- 23 septembrie - Wilkie Collins, romancier englez (n. 1824)
- 25 octombrie - Émile Augier, dramaturg și poet francez (n. 1820)
- 18 noiembrie - William Allingham, poet irlandez (n. dată nesigură)
- 10 decembrie - Ludwig Anzengruber, poet austriac (n. 1839)
- December 12 - Robert Browning, poet englez (n. 1812)